# Суботін Семен Михайлович
Семен Михайлович Суботін (рос. Семён Михайлович Субботин; 1922, Гамберово, нині Селтинського району Удмуртської Республіки — 1985) — радянський воєначальник, генерал-лейтенант.

## Життєпис
Народився в селі Гамберово, нині Селтинського району Удмуртської Республіки, в селянській родині. За національністю — удмурт. У ранньму віці осиротів. Закінчив неповну середню школу і курси бухгалтерів. Працював в Увинському ліспродторзі.
До лав РСЧА призваний Увинським РВК у червні 1941 року. У січні 1942 року закінчив прискорений курс Уфімського піхотного училища і отримав направлення до лижного полку, що формувався на Уралі. Командував взводом, ротою. На фронтах німецько-радянської війни з липня 1943 року. Воював на Південному, 4-му та 3-му Українському фронтах. Був поранений. Член ВКП(б).
Обіймав посади командира 1-го мотострілецького батальйону, згодом — командира 99-го гвардійського окремого мотоциклетного батальйону у складі 6-ї гвардійської механізованої бригади 2-го гвардійського механізованого корпусу. Брав участь у визволенні Миколаївської області та міста Миколаєва. Батальйону під його командуванням присвоєно почесне найменування «Миколаївський». Згодом брав участь у бойових діях на території Румунії, Угорщини, Чехословаччини, Австрії.
У повоєнний час продовжив військову службу в лавах ЗС СРСР. Закінчив Військову академію Генерального штабу. Остання військова посада — заступник командувача Червонопрапорним Одеським військовим округом.

## Нагороди
Нагороджений орденами Вітчизняної війни 2-го ступеня (19.12.1943), Червоної Зірки (двічі), «Знак Пошани» і медалями.
Почесний громадянин міста Миколаєва (07.02.1978). Почесний громадянин міста Каховка (1983).

## Вшанування пам'яті
У селі Нова Монья Селтинського району Удмуртії встановлено погруддя С. М. Суботіна.